# Сура Аль-Хакка
Сура Аль-Хакка (араб. سورة الحاقة‎) або Невідворотне — шістдесят дев'ята сура Корану. Мекканська, містить 52 аяти.